# Pseudopoda sacciformis
Espèce
Pseudopoda sacciformis est une espèce d'araignées aranéomorphes de la famille des Sparassidae.

## Distribution
Cette espèce est endémique de la province de Champassak au Laos,. Elle se rencontre vers Tad Etou.

## Description
Les femelles mesurent de 8,5 à 9,2 mm.

## Systématique et taxinomie
Cette espèce a été décrite par   Zhang (d), Jäger et Liu (d) en 2023.

## Publication originale
- Zhang, Zhu, Zhong, Jäger & Liu, 2023 : « A taxonomic revision of the spider genus Pseudopoda Jäger, 2000 (Araneae: Sparassidae) from East, South and Southeast Asia. » Megataxa, vol. 9, no 1, p. 1-304.